# Hlasisté
Hlasisté, slovensky Hlasisti, byli skupina národně uvědomělé slovenské inteligence, která v duchu idejí T. G. Masaryka a L. N. Tolstého v letech 1898–1918 usilovala o obrodu kulturního a politického života na Slovensku.
Hlasisté byli seskupeni okolo časopisu Hlas (vycházel v letech 1898–1904) a po jeho zániku také okolo časopisů Slovenský týždenník, Slovenský obzor, Slovenský denník a jiných. Hlasisté vyžadovali mravní obrodu slovenské společnosti, aktivizaci politického, hospodářského a kulturního života, občanského práva a svobody, demokratické reformy a správy, soudnictví a veřejného života v Uhersku, vystoupili s kritikou politické linie a ideologie Slovenské národní strany. 
Hlavními představiteli hlasistů byli Vavro Šrobár a Pavel Blaho.
Hlasisté byli sice názorově diferencovaní, ale sjednocovaly je liberální a humanistické principy. Za cestu k rozvoji slovenské společnosti považovali česko-slovenskou spolupráci. Propagovali zřízení samostatného Československa, byli odpůrci zastánců federalizace Uher a tím i odpůrci začlenění Slovenska do případné uherské federace.